# Västra Sallerups landskommun
Västra Sallerups landskommun var en tidigare kommun i dåvarande Malmöhus län. 

## Administrativ historik
Den inrättades i Sallerups socken i Harjagers härad i Skåne när 1862 års kommunalförordningar trädde i kraft 1863. Samtidigt bildades över hela landet cirka 2 500 kommuner, de allra flesta landskommuner, men även köpingar och städer. Kommunens ursprungliga namn var Sallerup, men 17 april 1885 tillfogades Västra i särskiljande syfte.
Järnvägsknuten Eslöv, som växte fram inom kommunen, bröts 1875 ut för att bilda Eslövs köping. För området kring köpingen inrättades 17 augusti 1894 Västra Sallerups municipalsamhälle, vilket 1909 bröts ut ur landskommunen och inkorporerades med den dåvarande köpingen, som 1911 blev Eslövs stad.
Vid kommunreformen 1952 upphörde Västra Sallerup som kommun, då en del gick till Eslövs stad och återstoden gick upp storkommunen Harrie. Sedan 1969 tillhör området nuvarande Eslövs kommun.

Västra Sallerups församling namnändrades 1952 till Eslövs församling.

## Politik

### Mandatfördelning i valen 1938-1946
| 10 | 10 |

| 19 |

| 8 | 12 |

| 20 |

| 8 | 12 |

| 18 |